# Grande Prêmio do Iowa
Grande Prêmio do Iowa é uma corrida da IndyCar Series disputada no Iowa Speedway, na cidade de Newton, Iowa. A prova teve sua primeira edição em 2007.

## Poles e Vencedores

### IndyCar Series(2007-presente)
1 volta = 0,894 milhas (1438 metros) - medição da IRL.
| Ano   | Data                  | Evento             | Vencedor          | Vencedor                     | Vencedor      | Vencedor      | Distância Corrida | Distância Corrida | Duração       | Velocidade Média(km/h) |
| Ano   | Data                  | Evento             | Piloto            | Equipe                       | Chassi        | Motor         | Voltas            | km                | Duração       | Velocidade Média(km/h) |
| ----- | --------------------- | ------------------ | ----------------- | ---------------------------- | ------------- | ------------- | ----------------- | ----------------- | ------------- | ---------------------- |
| 2007  | 24 de junho           | Iowa Corn Indy 250 | Dario Franchitti  | Andretti Green Racing        | Dallara       | Honda         | 250               | 359,688           | 1:48:14       | 199,391                |
| 2008  | 22 de junho           | Iowa Corn Indy 250 | Dan Wheldon       | Chip Ganassi Racing          | Dallara       | Honda         | 250               | 359,688           | 1:38:36       | 218,882                |
| 2009  | 21 de junho           | Iowa Corn Indy 250 | Dario Franchitti  | Chip Ganassi Racing          | Dallara       | Honda         | 250               | 359,688           | 1:39:48       | 216,249                |
| 2010  | 20 de junho           | Iowa Corn Indy 250 | Tony Kanaan       | Andretti Autosport           | Dallara       | Honda         | 250               | 359,688           | 1:42:13       | 211,154                |
| 2011  | 25 de junho           | Iowa Corn Indy 250 | Marco Andretti    | Andretti Autosport           | Dallara       | Honda         | 250               | 359,688           | 1:53:00       | 190,982                |
| 2012  | 23 de junho           | Iowa Corn Indy 250 | Ryan Hunter-Reay  | Andretti Autosport           | Dallara       | Chevrolet     | 250               | 359,688           | 1:43:39       | 208,202                |
| 2013  | 23 de junho           | Iowa Corn Indy 250 | James Hinchcliffe | Andretti Autosport           | Dallara       | Chevrolet     | 250               | 359,688           | 1:30:16       | 239,083                |
| 2014  | 12 de julho           | Iowa Corn Indy 300 | Ryan Hunter-Reay  | Andretti Autosport           | Dallara       | Honda         | 300               | 422.452           | 2:01:59       | 212.309                |
| 2015  | 18 de julho           | Iowa Corn Indy 300 | Ryan Hunter-Reay  | Andretti Autosport           | Dallara       | Honda         | 300               | 422.452           | 2:03:50       | 209.123                |
| 2016  | 10 de julho           | Iowa Corn 300      | Josef Newgarden   | Ed Carpenter Racing          | Dallara       | Chevrolet     | 300               | 422.452           | 1:52:16       | 230.667                |
| 2017  | 9 de julho            | Iowa Corn 300      | Hélio Castroneves | Team Penske                  | Dallara       | Chevrolet     | 300               | 422.452           | 1:55:11       | 224.829                |
| 2018  | 8 de julho            | Iowa Corn 300      | James Hinchcliffe | Schmidt Peterson Motorsports | Dallara       | Honda         | 300               | 422.452           | 1:47:32       | 240.816                |
| 2019* | Iowa 300              | 20–21 de julho*    | Josef Newgarden   | Team Penske                  | Dallara       | Chevrolet     | 300               | 422.452           | 1:56:53       | 221.549                |
| 2020  | Iowa IndyCar 250s     | 17 de julho        | Simon Pagenaud    | Team Penske                  | Dallara       | Chevrolet     | 250               | 352.044           | 1:41:25       | 212.787                |
| 2020  | Iowa IndyCar 250s     | 18 de julho        | Josef Newgarden   | Team Penske                  | Dallara       | Chevrolet     | 250               | 352.044           | 1:38:40       | 218.710                |
| 2021  | Não realizado         | Não realizado      | Não realizado     | Não realizado                | Não realizado | Não realizado | Não realizado     | Não realizado     | Não realizado | Não realizado          |
| 2022  | Hy-Vee 250/Hy-Vee 300 | 23 de julho        | Josef Newgarden   | Team Penske                  | Dallara       | Chevrolet     | 250               | 352.044           | 1:39:34       | 216.737                |
| 2022  | Hy-Vee 250/Hy-Vee 300 | 24 de julho        | Pato O'Ward       | Arrow McLaren SP             | Dallara       | Chevrolet     | 300               | 422.452           | 1:54:23       | 226.404                |
| 2023  | Hy-Vee 250/Hy-Vee 300 | 22 de julho        | Josef Newgarden   | Team Penske                  | Dallara       | Chevrolet     | 250               | 359.688           | 1:33:40       | 230.386                |
| 2023  | Hy-Vee 250/Hy-Vee 300 | 23 de julho        | Josef Newgarden   | Team Penske                  | Dallara       | Chevrolet     | 250               | 359.688           | 1:40:25       | 214.891                |

- 2019: A corrida terminou após a meia noite de domingo após o início ser atrasado 4 horas e meia devido ao mau tempo com chuva forte e trovoada.[1]